# Championnat du Costa Rica de football 2001-2002
Navigation
Saison précédente Saison suivante
La Primera División 2001-2002 est la quatre-vingt édition de la première division costaricienne.
Lors de ce tournoi, le LD Alajuelense a conservé son titre de champion du Costa Rica face aux onze meilleurs clubs costariciens.
La saison était divisée en deux tournois, l'Apertura et le Clausura, les deux vainqueurs se sont disputé le titre de champion à la fin de la saison.
Lors de chaque tournoi, chacun des douze clubs participant était confronté deux fois aux onze autres.
Seulement deux places étaient qualificatives pour la Copa Interclubes UNCAF.

## Les 12 clubs participants
| \| Santa Bárbara: AD Carmelita AD Santa Barbara LD Alajuelense Santa Bárbara CS Cartagines CS Herediano AD Municipal Liberia AD Limonense Municipal Osa Municipal Pérez Zeledon AD San Carlos Santa Bárbara SD Santos Deportivo Saprissa \| Localisation des clubs engagés dans le championnat. |
| Santa Bárbara: AD Carmelita AD Santa Barbara LD Alajuelense Santa Bárbara CS Cartagines CS Herediano AD Municipal Liberia AD Limonense Municipal Osa Municipal Pérez Zeledon AD San Carlos Santa Bárbara SD Santos Deportivo Saprissa                                                           |

| Club                    | Stade                           | Capacité          | Ville                  |
| LD Alajuelense          | Stade Alejandro Morera Soto     | 17 900            | Alajuela               |
| AD Carmelita            | Stade Carlos Alvarado           | 3 000             | Santa Bárbara          |
| CS Cartagines           | Stade José Rafael Meza          | 13 500            | Cartago                |
| CS Herediano            | Stade Eladio Rosabal Cordero    | 8 100             | Heredia                |
| AD Municipal Liberia    | Stade Edgardo Baltodano Briceño | 6 500             | Liberia                |
| AD Limonense            | Stade Juan Gobán                | 3 000             | Puerto Limón           |
| Municipal Osa (es)      | Stade Municipal de Osa          | 3 500             | Ciudad Cortés (es)     |
| Municipal Pérez Zeledon | Stade Municipal Pérez Zeledón   | 6 000             | San Isidro del General |
| AD San Carlos           | Stade Carlos Ugalde Álvarez     | 5 600             | Ciudad Quesada         |
| AD Santa Barbara        | Stade inconnu                   | Capacité inconnue | Santa Bárbara          |
| SD Santos               | Stade Ebal Rodríguez            | 3 000             | Guápiles               |
| Deportivo Saprissa      | Stade Ricardo Saprissa          | 23 100            | San José               |

## Tournoi Apertura
Lors de ce tournoi les douze équipes s'affrontent à deux reprises selon un calendrier tiré aléatoirement.
Le classement est établi sur le barème de points classique (victoire à 3 points, match nul à 1, défaite à 0).
Le départage final se fait selon les critères suivants :
- Le nombre de points.
- La différence de buts générale.
- La différence de buts particulière.
- Le nombre de buts marqué.

### Classement
| Rang | Équipe                   | Pts | J  | G  | N | P  | Bp | Bc | Diff |
| ---- | ------------------------ | --- | -- | -- | - | -- | -- | -- | ---- |
| 1    | SD Santos                | 44  | 22 | 12 | 8 | 2  | 44 | 24 | +20  |
| 2    | Deportivo Saprissa       | 41  | 22 | 11 | 8 | 3  | 46 | 32 | +14  |
| 3    | LD Alajuelense (T)       | 40  | 22 | 11 | 7 | 4  | 49 | 28 | +21  |
| 4    | CS Herediano             | 32  | 22 | 8  | 8 | 6  | 36 | 28 | +8   |
| 5    | AD San Carlos            | 30  | 22 | 7  | 9 | 6  | 38 | 36 | +2   |
| 6    | AD Santa Barbara         | 28  | 22 | 7  | 7 | 8  | 34 | 33 | +1   |
| 7    | AD Carmelita             | 27  | 22 | 7  | 6 | 9  | 30 | 34 | -4   |
| 8    | AD Municipal Liberia (P) | 26  | 22 | 7  | 5 | 10 | 25 | 33 | -8   |
| 9    | Municipal Osa (es)       | 23  | 22 | 6  | 5 | 11 | 22 | 37 | -15  |
| 10   | Municipal Pérez Zeledon  | 21  | 22 | 5  | 6 | 11 | 23 | 34 | -11  |
| 11   | CS Cartagines            | 21  | 22 | 4  | 9 | 9  | 29 | 43 | -14  |
| 12   | AD Limonense             | 21  | 22 | 5  | 6 | 11 | 28 | 42 | -14  |

| Légende : Qualifications et relégations | Légende : Qualifications et relégations                  |
| --------------------------------------- | -------------------------------------------------------- |
|                                         | Qualifié pour la finale du championnat                   |
|                                         | (T) : Tenant du titre (P) : Promu de la saison 2000-2001 |

### Matchs
| Résultats (▼dom., ►ext.)                                   | Alaj | Carm | Cart | Here | Águi | Lim | Osa | Muni | SanC | SanB | Sant | Sapr |
| LD Alajuelense                                             |      | 1-0  | 1-1  | 2-1  | 2-0  | 5-1 | 3-1 | 5-0  | 3-2  | 2-2  | 0-2  | 0-0  |
| AD Carmelita                                               | 3-2  |      | 3-3  | 2-1  | 4-1  | 1-0 | 2-0 | 0-1  | 2-1  | 1-2  | 0-2  | 2-2  |
| CS Cartagines                                              | 1-4  | 1-1  |      | 0-3  | 2-2  | 3-3 | 1-1 | 2-1  | 0-0  | 2-0  | 1-1  | 1-3  |
| CS Herediano                                               | 3-3  | 4-2  | 1-2  |      | 2-0  | 3-3 | 2-0 | 2-1  | 3-1  | 1-1  | 1-1  | 4-1  |
| AD Municipal Liberia                                       | 2-1  | 0-0  | 1-0  | 0-2  |      | 3-1 | 2-0 | 0-1  | 0-2  | 1-0  | 1-2  | 2-2  |
| AD Limonense                                               | 1-4  | 1-2  | 2-1  | 0-0  | 1-2  |     | 0-1 | 2-1  | 2-1  | 2-1  | 1-0  | 3-4  |
| Municipal Osa (es)                                         | 2-2  | 3-1  | 3-2  | 0-0  | 2-0  | 2-1 |     | 1-1  | 1-1  | 2-1  | 0-1  | 0-2  |
| Municipal Pérez Zeledon                                    | 2-2  | 1-0  | 0-1  | 1-0  | 1-2  | 0-0 | 1-0 |      | 2-3  | 2-3  | 1-1  | 2-2  |
| AD San Carlos                                              | 2-2  | 0-0  | 1-1  | 4-1  | 1-1  | 1-1 | 2-1 | 3-2  |      | 5-2  | 3-1  | 1-4  |
| AD Santa Barbara                                           | 0-3  | 4-1  | 4-2  | 2-0  | 0-0  | 1-1 | 4-0 | 1-0  | 0-0  |      | 2-2  | 0-1  |
| SD Santos                                                  | 2-1  | 1-1  | 5-1  | 1-1  | 3-2  | 3-0 | 5-1 | 3-1  | 3-3  | 3-2  |      | 1-1  |
| Deportivo Saprissa                                         | 0-1  | 3-2  | 3-1  | 1-1  | 4-3  | 3-2 | 3-1 | 1-1  | 4-1  | 2-2  | 0-1  |      |
| - Victoire à domicile - Match nul - Victoire à l'extérieur |      |      |      |      |      |     |     |      |      |      |      |      |

## Tournoi Clausura
Lors de ce tournoi les douze équipes s'affrontent à deux reprises selon un calendrier tiré aléatoirement.
Le classement est établi sur le barème de points classique (victoire à 3 points, match nul à 1, défaite à 0).
Le départage final se fait selon les critères suivants :Clausura s'est déroulé de la même façon que les tournois saisonniers précédents, en deux phases :
- Le nombre de points.
- La différence de buts générale.
- La différence de buts particulière.
- Le nombre de buts marqué.

### Classement
| Rang | Équipe                   | Pts | J  | G  | N  | P  | Bp | Bc | Diff |
| ---- | ------------------------ | --- | -- | -- | -- | -- | -- | -- | ---- |
| 1    | LD Alajuelense (T)       | 51  | 22 | 16 | 3  | 3  | 46 | 21 | +25  |
| 2    | CS Herediano             | 35  | 22 | 10 | 5  | 7  | 30 | 26 | +4   |
| 3    | SD Santos                | 32  | 22 | 8  | 8  | 6  | 35 | 31 | +4   |
| 4    | AD Municipal Liberia (P) | 31  | 22 | 8  | 7  | 7  | 36 | 32 | +4   |
| 5    | Deportivo Saprissa       | 30  | 22 | 9  | 3  | 10 | 39 | 33 | +6   |
| 6    | Municipal Pérez Zeledon  | 30  | 22 | 9  | 3  | 10 | 32 | 30 | +2   |
| 7    | AD Santa Barbara         | 29  | 22 | 6  | 11 | 5  | 31 | 31 | 0    |
| 8    | CS Cartagines            | 29  | 22 | 7  | 8  | 7  | 27 | 27 | 0    |
| 9    | Municipal Osa (es)       | 26  | 22 | 6  | 8  | 8  | 26 | 30 | -4   |
| 10   | AD Carmelita             | 24  | 22 | 6  | 6  | 10 | 27 | 41 | -14  |
| 11   | AD San Carlos            | 23  | 22 | 6  | 5  | 11 | 23 | 32 | -9   |
| 12   | AD Limonense             | 19  | 22 | 4  | 7  | 11 | 28 | 46 | -18  |

| Légende : Qualifications et relégations | Légende : Qualifications et relégations                  |
| --------------------------------------- | -------------------------------------------------------- |
|                                         | Qualifié pour la finale du championnat                   |
|                                         | (T) : Tenant du titre (P) : Promu de la saison 2000-2001 |

### Matchs
| Résultats (▼dom., ►ext.)                                   | Alaj | Carm | Cart | Here | Águi | Lim | Osa | Muni | SanC | SanB | Sant | Sapr |
| LD Alajuelense                                             |      | 3-1  | 4-2  | 2-0  | 0-1  | 1-0 | 3-1 | 2-1  | 1-0  | 1-2  | 2-1  | 2-0  |
| AD Carmelita                                               | 1-5  |      | 0-0  | 1-1  | 2-0  | 2-2 | 1-0 | 3-1  | 2-1  | 2-2  | 2-1  | 0-2  |
| CS Cartagines                                              | 1-1  | 2-1  |      | 0-0  | 2-2  | 3-1 | 1-1 | 1-0  | 2-1  | 1-3  | 1-2  | 2-0  |
| CS Herediano                                               | 1-2  | 2-1  | 1-0  |      | 1-1  | 4-0 | 1-0 | 3-0  | 3-2  | 3-1  | 2-2  | 0-1  |
| AD Municipal Liberia                                       | 1-3  | 3-0  | 1-0  | 1-2  |      | 5-0 | 4-1 | 3-0  | 2-1  | 1-1  | 1-1  | 1-1  |
| AD Limonense                                               | 1-2  | 2-2  | 3-1  | 4-2  | 1-2  |     | 0-0 | 2-1  | 1-1  | 3-3  | 1-2  | 2-2  |
| Municipal Osa (es)                                         | 2-2  | 1-2  | 0-0  | 3-0  | 3-1  | 1-0 |     | 0-3  | 1-0  | 1-1  | 3-3  | 2-1  |
| Municipal Pérez Zeledon                                    | 1-0  | 2-0  | 1-3  | 3-0  | 4-2  | 2-0 | 1-1 |      | 4-0  | 1-0  | 0-2  | 0-1  |
| AD San Carlos                                              | 1-4  | 1-1  | 1-1  | 0-1  | 1-1  | 1-0 | 1-0 | 2-1  |      | 2-0  | 0-0  | 2-1  |
| AD Santa Barbara                                           | 1-1  | 2-1  | 2-2  | 0-0  | 2-1  | 2-3 | 1-1 | 1-1  | 1-2  |      | 0-0  | 3-2  |
| SD Santos                                                  | 1-3  | 2-1  | 2-1  | 1-3  | 1-1  | 2-2 | 1-2 | 2-2  | 3-2  | 0-1  |      | 4-1  |
| Deportivo Saprissa                                         | 1-2  | 6-1  | 0-1  | 1-0  | 5-1  | 5-0 | 3-2 | 2-3  | 2-1  | 2-2  | 0-2  |      |
| - Victoire à domicile - Match nul - Victoire à l'extérieur |      |      |      |      |      |     |     |      |      |      |      |      |

## Classement cumulatif
| Rang | Équipe                   | Pts | J  | G  | N  | P  | Bp | Bc | Diff |
| ---- | ------------------------ | --- | -- | -- | -- | -- | -- | -- | ---- |
| 1    | LD Alajuelense (T) (C)   | 91  | 44 | 27 | 10 | 7  | 95 | 49 | +46  |
| 2    | SD Santos (C)            | 76  | 44 | 20 | 16 | 8  | 79 | 55 | +24  |
| 3    | Deportivo Saprissa       | 71  | 44 | 20 | 11 | 13 | 85 | 65 | +20  |
| 4    | CS Herediano             | 67  | 44 | 18 | 13 | 13 | 66 | 54 | +12  |
| 5    | AD Santa Barbara         | 57  | 44 | 13 | 18 | 13 | 65 | 64 | +1   |
| 6    | AD Municipal Liberia (P) | 57  | 44 | 15 | 12 | 17 | 61 | 65 | -4   |
| 7    | AD San Carlos            | 53  | 44 | 13 | 14 | 17 | 61 | 68 | -7   |
| 8    | Municipal Pérez Zeledon  | 51  | 44 | 14 | 9  | 21 | 55 | 64 | -9   |
| 9    | AD Carmelita             | 51  | 44 | 13 | 12 | 19 | 57 | 75 | -18  |
| 10   | CS Cartagines            | 50  | 44 | 11 | 17 | 16 | 56 | 70 | -14  |
| 11   | Municipal Osa (es)       | 49  | 44 | 12 | 13 | 19 | 48 | 67 | -19  |
| 12   | AD Limonense             | 40  | 44 | 9  | 13 | 22 | 56 | 88 | -32  |

| Légende : Qualifications et relégations | Légende : Qualifications et relégations                                                                      |
| --------------------------------------- | --- |
|                                         | Copa Interclubes UNCAF 2002 (Phase de Groupe)                                                                |
|                                         | Relégué en Segunda División                                                                                  |
|                                         | (C) : Vainqueur d'un des deux tournois de la saison (T) : Tenant du titre (P) : Promu de la saison 2000-2001 |

## Finale du championnat
| Match aller | SD Santos                          | 2:2   | LD Alajuelense                               | Stade Ebal Rodríguez |  |
| 4 mai       | Andy Herron 17e · Athim Rooper 42e | (2:1) | Érick Scott 11e · Federico Urrutia 69e (csc) |                      |  |

| Match retour | LD Alajuelense                                                      | 4:0 | SD Santos | Stade Alejandro Morera Soto |  |
| 7 mai        | Rolando Fonseca 22e · Érick Scott x · Érick Scott x · Érick Scott x |     |           |                             |  |

## Bilan du tournoi
| Tableau d'Honneur |                |
| Compétition       | Vainqueur      |
| Primera División  | LD Alajuelense |

| Qualifications continentales 2001-2002 |                          |
| Copa Interclubes UNCAF                 | Qualifiés                |
| Phase de Groupe                        | LD Alajuelense SD Santos |

| Promotions et relégations   |                 |
| Relégué en Segunda División | AD Limonense    |
| Promu de Segunda División   | AD Guanacasteca |